# 李鹰航
李鹰航（1916年6月27日—1999年8月30日），原名李英堂，笔名方冬，男，广东台山人，中国作曲家、音乐教育家，曾任中国音乐家协会常务理事。